# Payback (2020)
Payback (2020) – gala wrestlingu wyprodukowana przez federację WWE dla zawodników z brandów Raw i SmackDown. Odbyła się 30 sierpnia 2020 w Amway Center w Orlando w stanie Floryda. Emisja była przeprowadzana na żywo za pośrednictwem WWE Network oraz w systemie pay-per-view. Była to szósta gala w chronologii cyklu Payback.
Na gali odbyło się osiem walk, w tym jedna podczas pre-show. W walce wieczoru, Roman Reigns pokonał "The Fiend" Braya Wyatta i Brauna Strowmana, którego Reigns przypiął, w No Holds Barred Triple Threat matchu zdobywając Universal Championship. W przedostatniej walce, Rey Mysterio i Dominik Mysterio pokonali Setha Rollinsa i Murphy’ego. W innych ważnych walkach, Keith Lee pokonał Randy’ego Ortona oraz Shayna Baszler i Nia Jax pokonały Bayley i Sashę Banks zdobywając WWE Women’s Tag Team Championship.

## Produkcja
Payback oferowało walki profesjonalnego wrestlingu z udziałem wrestlerów należących do brandów Raw i SmackDown. Oskryptowane rywalizacje (storyline’y) kreowane są podczas cotygodniowych gal Raw i SmackDown. Wrestlerzy są przedstawieni jako heele (negatywni, źli zawodnicy i najczęściej wrogowie publiki) i face’owie (pozytywni, dobrzy i najczęściej ulubieńcy publiki), którzy rywalizują pomiędzy sobą w seriach walk mających budować napięcie. Kulminacją rywalizacji jest walka wrestlerska lub ich seria.

### Wpływ COVID-19
W wyniku pandemii COVID-19, która zaczęła wpływać na branżę w połowie marca, WWE musiało zaprezentować większość swojego programu z zestawu bez udziału realnej publiczności. Początkowo programy telewizyjne Raw i SmackDown oraz pay-per-view odbywały się w WWE Performance Center w Orlando w stanie Floryda. Ograniczona liczba stażystów Performance Center oraz przyjaciół i członków rodzin wrestlerów została później wykorzystana jako publiczność na żywo. Pod koniec sierpnia programy WWE na Raw i SmackDown zostały przeniesione do bezpiecznej biologicznie bańki zwanej WWE ThunderDome, która odbywała się w Amway Center w Orlando. Wybrana publiczność na żywo nie była już wykorzystywana, ponieważ bańka pozwalała fanom uczestniczyć w wydarzeniach praktycznie za darmo i być widzianymi na prawie 1000 tablicach LED na arenie. Dodatkowo ThunderDome wykorzystał różne efekty specjalne, aby jeszcze bardziej wzmocnić wejścia wrestlerów, a dźwięk z areny został zmiksowany z chantami wirtualnych fanów.

### Rywalizacje
14 sierpnia na odcinku SmackDown ujawniono, że Bayley i Sasha Banks będą bronić WWE Women’s Tag Team Championship na Payback. Ich przeciwniczki zostały ujawnione 24 sierpnia na odcinku Raw; zespół Nii Jax i Shayny Baszler.
Na SummerSlam, "The Fiend" Bray Wyatt pokonał Brauna Strowmana i po raz drugi zdobył Universal Championship. Po walce Roman Reigns powrócił po pięciomiesięcznej przerwie i zaciekle zaatakował The Fienda i Strowmana. Następnej nocy na odcinku Raw ogłoszono, że The Fiend będzie bronić tytułu przed Strowmanem i Reignsem w No Holds Barred Triple Threat matchu na Payback. Podczas piątkowego SmackDown, prezes i dyrektor generalny WWE Vince McMahon wyznaczył producenta Adama Pearce’a do uzyskania podpisów od trzech rywali do końca nocy. Po uzyskaniu podpisów od Wyatta i Strowmana, Pearce zlokalizował Reignsa, gdzie okazało się, że sprzymierzył się z Paulem Heymanem. Reigns zapewnił, że będzie na Payback i wygra walkę, jednak nie podpisał kontraktu.
24 sierpnia na odcinku Raw, po zaatakowaniu WWE Championa Drew McInmtyre’a dwoma Punt kickami, Randy Orton, który przegrał z McIntyre’em na SummerSlam, chciał kolejnego rewanżu o tytuł, ale przerwał mu były wrestler NXT Keith Lee, debiutując na Raw. W imieniu McIntyre’a Lee wyzwał Ortona na walkę, ale Orton odmówił. Jednak obaj walczyli ze sobą później, a Orton wygrał przez dyskwalifikację po tym, jak McIntyre go zaatakował. Orton później zaatakował McIntyre’a na backstage’u trzecim Punt kickiem. Rewanż pomiędzy Lee i Ortonem został następnie zaplanowany dla Payback.
Na SummerSlam, Seth Rollins (któremu towarzyszył jego uczeń Murphy) pokonał Dominika Mysterio (któremu towarzyszył jego ojciec Rey Mysterio) w Street Fightcie. Następnej nocy na odcinku Raw, Rey Mysterio i Dominik pokonali Rollinsa i Murphy’ego przez dyskwalifikację, gdy Retribution zaatakował Mysteriosów. Rewanż pomiędzy tymi dwoma zespołami został zabookowany na Payback.
Na SummerSlam, Apollo Crews pokonał MVP i zachował United States Championship. Następnej nocy na odcinku Raw, ogłoszono, że Crews będzie bronił tytułu przed kolegą MVP ze stajni, The Hurt Business, Bobbym Lashleyem na Payback.

## Wyniki walk
| Nr                                                                   | Wyniki                                                                                      | Stypulacje                                                       | Czas  |
| -------------------------------------------------------------------- | ------------------------------------------------------------------------------------------- | ---------------------------------------------------------------- | ----- |
| 1P                                                                   | The Riott Squad (Ruby Riott i Liv Morgan) pokonały The IIconics (Billie Kay i Peyton Royce) | Tag Team match                                                   | 6:30  |
| 2                                                                    | Bobby Lashley (z MVP i Sheltonem Benjaminem) pokonał Apollo Crewsa (c) poprzez submission   | Singles match o WWE United States Championship                   | 9:00  |
| 3                                                                    | Big E pokonał Sheamusa                                                                      | Singles match                                                    | 12:20 |
| 4                                                                    | Matt Riddle pokonał Kinga Corbina                                                           | Singles match                                                    | 10:55 |
| 5                                                                    | Shayna Baszler i Nia Jax pokonały Bayley i Sashę Banks (c) poprzez submission               | Tag Team match o WWE Women’s Tag Team Championship               | 10:20 |
| 6                                                                    | Keith Lee pokonał Randy’ego Ortona                                                          | Singles match                                                    | 6:40  |
| 7                                                                    | Rey Mysterio i Dominik Mysterio pokonali Setha Rollinsa i Murphy’ego                        | Tag Team match                                                   | 15:58 |
| 8                                                                    | Roman Reigns (z Paulem Heymanem) pokonał "The Fiend" Braya Wyatta (c) i Brauna Strowmana    | No Holds Barred Triple Threat match o WWE Universal Championship | 12:46 |
| (c) – mistrz/mistrzyni przed walkąP – walka miała miejsce w pre-show |                                                                                             |                                                                  |       |